# ゴールドピーク
ゴールドピーク (Gold Peak) は、香港に拠点を置く多国籍企業グループ。1964年に設立されたゴールドピークインダストリーズ（Gold Peak Industries (Holdings) Ltd./金山工業）を中心とする。
グループ企業には、電池メーカーの GP Batteries International、英KEFスピーカーなどを扱う GP Acoustics を傘下に治める GP Industries（シンガポール）、LEDパネルなどの開発・製造をする Lighthouse Technologies がある。

## 主な傘下企業

### GPバッテリーズ

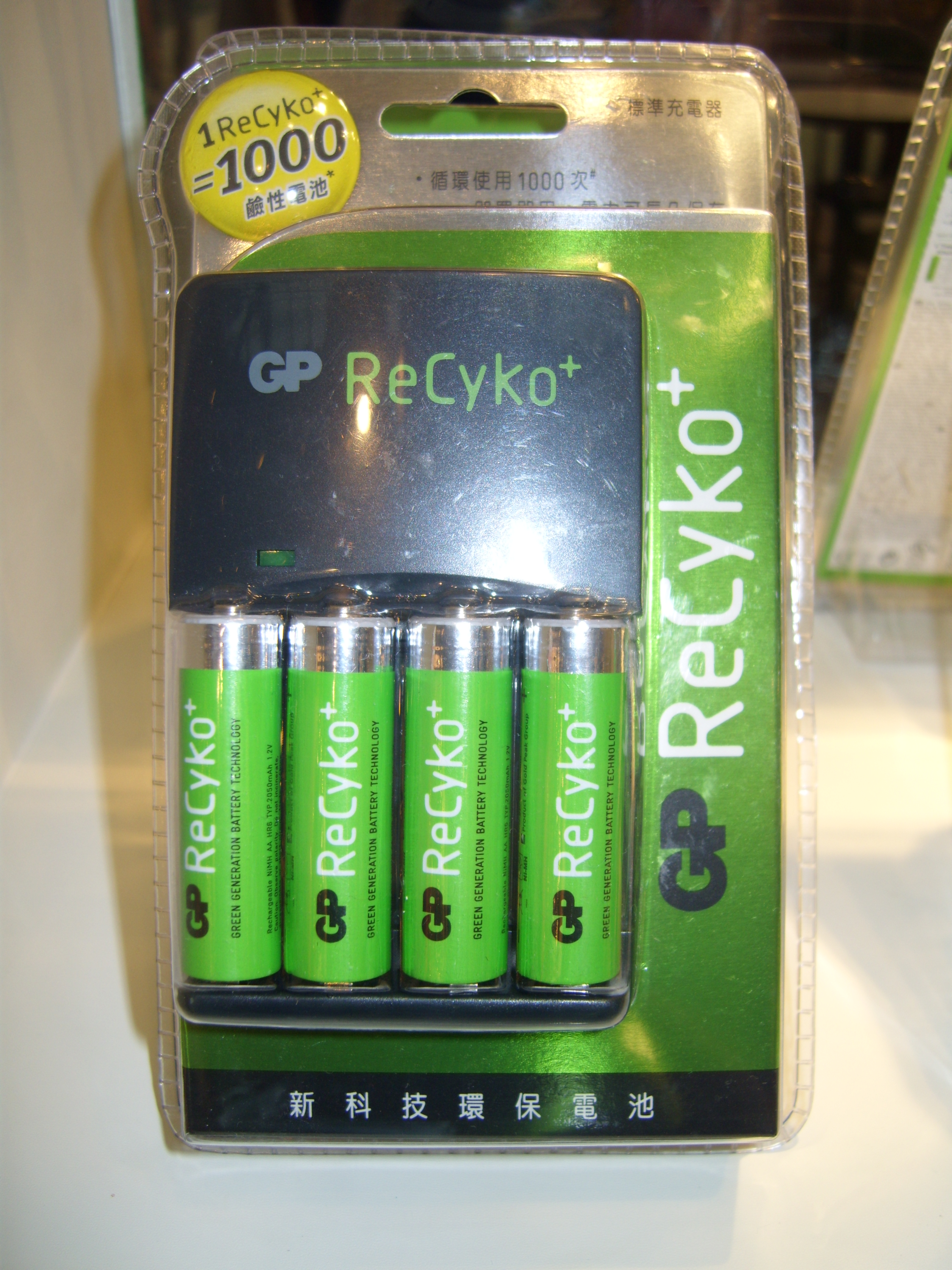
GP Recyko+

GPバッテリーズ・インターナショナル社（GP Batteries International ltd.）は、1990年に設立された、シンガポールを拠点とする電池メーカー。
電池（一次電池、二次電池）と関連製品の開発、製造を行っており、世界のトップ10、日本を除くアジアNo.1の電池メーカーである。中国を始めアジア各国で高いシェアを誇る。
同社の電池は、高品質で耐久性が良く、手頃な価格であるとの評判を持つ。例として、ラジコンカーの為の6セル電池パック GP3300は、安価かつ高品質であると認められている。
日本では、一般家電量販店ではなかなか見かけないが、100円ショップのセリアやダイソーに乾電池が売られているなど、身近なところで見かける事もある。その他、秋葉原や日本橋などの電気街の電子部品店でニッケル・水素充電池やニッケル・カドミウム蓄電池が主にバラ売りで売られている。

#### 製造品目
- GP バッテリー
- GP PowerBank
- ReCyko（英語版）

#### 寧波超覇三洋能源
三洋電機とGPバッテリーズの共同出資会社に寧波超覇三洋能源有限公司 (Ningbo GP Sanyo Energy Co., Ltd.) がある。
2012年1月12日に三洋電機側の出資先である三洋エナジー鳥取株式会社がFDKグループに事業譲渡しFDK鳥取株式会社に、さらに2016年10月1日にFDK鳥取株式会社がFDK株式会社に吸収合併されたことにより、現在は、FDK株式会社とGPバッテリーズの共同出資会社となっている。

### ライトハウス
ライトハウス・テクノロジーズ Lighthouse Technologies は、液晶パネルメーカー。1998年設立。香港に本社を置く。